# 34187 Tomaino
34187 Tomaino è un asteroide della fascia principale. Scoperto nel 2000, presenta un'orbita caratterizzata da un semiasse maggiore pari a 3,0778924 au e da un'eccentricità di 0,1929288, inclinata di 0,82866° rispetto all'eclittica.